# 彭湘淇
彭湘淇（Cory Pang），香港女歌手、演員、業餘賽車手。從小喜愛唱歌，受過細MAY、張崇基、Christine Samson的歌唱訓練，也學習舞蹈，包括中國舞、Pop Jazz。
2013年推出第一首派台歌《變身》。演出過電影《同林鳥》、《酒徒》；電視劇《吸血新世紀》、《驚異世紀》；微電影《愛。無界。無限》、《女係要黎錫㗎》、百老匯式大形音樂劇《風之后》等。
彭湘淇曾任現代美容中心的品牌代言人，協助推廣其品牌而使現代美容中心成為香港及東南亞最大的連鎖美容中心之一。熱心公益，常常出席參與慈善活動，因而有愛心天使之稱。曾修讀美國荷里活專業演技訓練及專業説話技巧訓練、在香港的演藝學院接受喜劇訓練，上海戲劇學院進修演藝畢業。大學時修讀Animation and Multimedia Technology 及 Computer System Admin。客串過電影，電視演出及修讀有關形體劇場的編作概念、排練方法、演繹技巧，形體訓練、即興劇、獨白演繹、PIP的戲劇課程及演藝學院的喜劇修練。接受過專業的演技及説話技巧訓練。參與過多場賽車公開賽，並在全男賽車手的比賽中，勇奪冠軍。

## 音樂作品
2014年
- 甚麼叫幸福| 曲:紫晴@Redholic|  編、監：段@Redholic | 詞：彭湘淇

2013年
- 變身 | 曲、編、監：戴偉 | 詞：小克 | 和音：林嘉惠

- 掙扎 | feat 小瑜 曲、編:Keith Sir 監、詞：Keith Sir/小瑜

## 演出及擔任
2009年
美女廚房第二季19集-美少女廚神
2014年
- 現代美容 - 品牌代言人
- 《活力愛慶回歸》綜合晚會
- 《身心美慈善基金》微電影《愛。無界。無限》
- 《Modern 狂賞‧狂享》免費脫毛白滑體驗廣告
- 《身心美慈善基金》慶祝中華人民共和國65週年國慶暨基金週年晚宴
- 《鬼哭神號》開幕禮
- 《港島獅子會》就職禮
- 閱讀‧夢飛翔@2014  《書海翱翔夢飛翔慈善夜》
- 《雙星迎國慶》國慶晚宴
- 《身心美慈善基金》愛心盆滿暖社區
- 《現代創輝煌週年盛會》
- 《向毒品說不》禁毒之星
- Zi 婚紗廣告

2013年
- 現代美容新一代品牌代言人（廣告、剪綵、表演）(香港、台灣、中國、星加坡、馬來西亞）
- 現代美容中心週年晚宴
- Zi 婚紗廣告
- 日本城廣告
- 身心美慈善基金總理
- 身心美慈善基金～慈善之星
- 多個慈善活動(獅子會、博愛。。)
- 屯門各界慶祝香港回歸祖國十六週年籌備委員會合辦-回歸嘉年華
- 北區各界慶祝香港特別行政區政府成立16週年＂手牽手，慶回歸，獻愛嘉年華
- D-mop event
- LiveTube 音樂會
- Yes! School Tour～
- 新城School Tour～
- 動新聞
- 微電影《女係要黎錫㗎》

2012年
- 現代美容新一代品牌代言人（廣告、剪綵、表演）(香港、台灣、中國、星加坡、馬來西亞）上市公司，百多間分店.
- 百老匯式大形音樂劇《風之后》
- 永興週年晚宴
- Casablanca週年晚宴
- 多個慈善活動
- 動新聞
- 電影-酒徒
- 電視劇《吸血新世紀》
- 電視劇《驚異世紀》

## 外部連結
- 彭湘淇官方Facebook網站
- 彭湘淇微博 （页面存档备份，存于）
- 彭湘淇《變身》官方完整版MV （页面存档备份，存于）
- 彭湘淇《変身》MV （页面存档备份，存于）
- 酷我音乐 （页面存档备份，存于）
- 彭湘淇《挣扎》官方完整版MV
- 彭湘淇《甚麼叫幸福》官方完整版MV （页面存档备份，存于）